# بيدرو بيزارو
بيدرو بيزارو (بالإسبانية: Pedro Pizarro)‏ هو كاتب إسباني، ولد في 1515 في طليطلة في إسبانيا، وتوفي في عقد 1570 في أريكيبا في بيرو.